# Castañeda (Kantabrien)
Castañeda ist eine Gemeinde in der spanischen Autonomen Region Kantabrien. 

## Orte
- La Cueva
- Pomaluengo
- Socobio
- Villabáñez

## Bevölkerungsentwicklung
| 1842 | 1900 | 1950 | 1981 | 1991 | 2001 | 2011 |
| ---- | ---- | ---- | ---- | ---- | ---- | ---- |
| 1023 | 1046 | 1512 | 1616 | 1552 | 1549 | 2524 |

## Wirtschaft
Traditionell waren die wirtschaftlichen Aktivitäten der Gemeinde die des primären Sektors: Landwirtschaft und Viehzucht, aber dank der nahe gelegenen Industrien und des Tourismus, der in die Gegend kam, hat sich die Aktivität in Richtung des sekundären und des Dienstleistungssektors verschoben.